# Proyecto de Teatro Federal

Cartel del 'Proyecto de Teatro Federal' anunciando It Can't Happen Here en el Adelphi Theatre de la ciudad de Nueva York, en 1936.

El Proyecto de Teatro Federal (1935–1939), fue un programa del "New Deal" puesto en marcha durante la Gran Depresión por el presidente estadounidense Franklin D. Roosevelt, para detener los altos índices de desempleo en la profesión teatral. La dramaturga Hallie Flanagan fue la encargada de su diseño y dirección, y el motor de entusiasmo durante los cuatro años que duró esta experiencia singular.

## Orígenes delProyecto de Teatro Federal
«Con la presentación de estas obras aspiramos a ganar el favor del público».

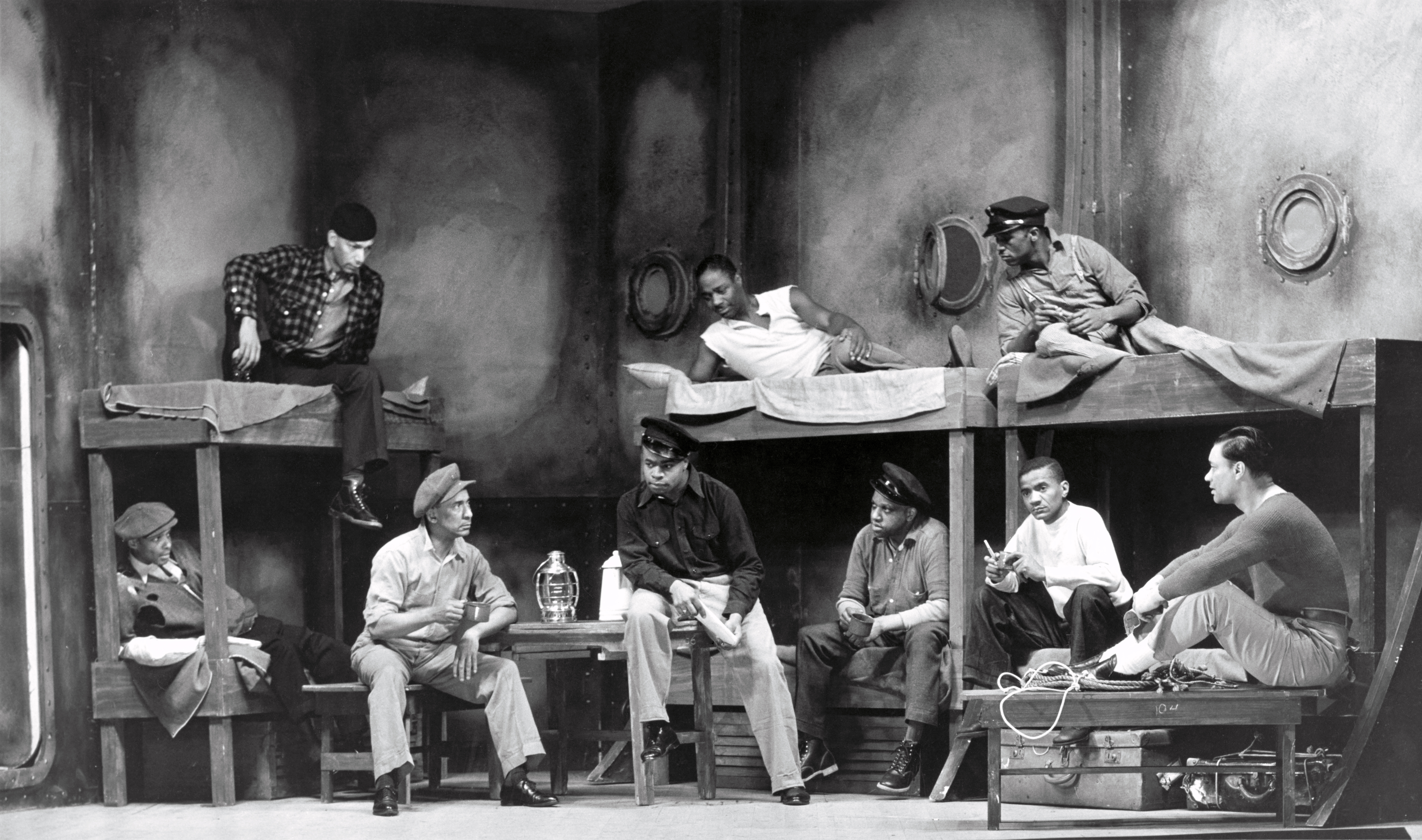
Escena de One-Act Plays of the Sea, de Eugene O'Neill.

La industria del teatro ya había tenido problemas económicos en Estados Unidos antes del colapso financiero de 1929. El futuro teatral corría peligro de extinción debido a la creciente popularidad del cine y la radio. Todos los gremios del sector habían sufrido especialmente cuando, desde 1914, las películas empezaron a reemplazar el teatro de repertorio, los vodeviles y, en general, las actuaciones en directo. Se estimaba que, además, el cine sonoro sustituyó a más de 30.000 músicos. Durante la Gran Depresión, la gente con poco dinero para gastar tenía toda una tarde de diversión en el cine por solo 25 centavos, mientras que el teatro comercial había subido los precios de las entradas de 1,10 a 2,20 dólares, para cubrir los costes del alquiler del teatro, de los anuncios y los honorarios de artistas y del sindicato de técnicos. Directores, actores, diseñadores, músicos y personal del teatro desempleados aceptaban cualquier trabajo que apareciese, pagasen lo que pagasen, y el paro seguía creciendo.
El Proyecto Federal Número Uno fue controlado por la agencia Works Progress Administration (WPA), a partir del 27 de agosto de 1935, siguiendo el acta "Emergency Relief Appropriation" de ese mismo año. De los 4,88 billones de dólares destinados a la WPA, se aprobó que 27 millones de dólares fueran destinados a dar empleo a artistas, músicos, escritores y actores.
En los dos años precedentes, las tentativas de ayuda con fondos para el teatro a través de la Federal Emergency Relief Administration y la Civil Works Administration habían sido experimentos amateur considerados como actos de caridad. Ahora, la normativa del Proyecto Federal estipulaba que solo se les podía ofrecer trabajo a aquellos que pudieran certificar que eran trabajadores del ramo, y ese trabajo tenía que estar dentro de la categoría profesional que acreditasen.

## Hallie Flanagan
«El teatro en nuestro país no puede ser considerado un lujo».
Hallie Flanagan

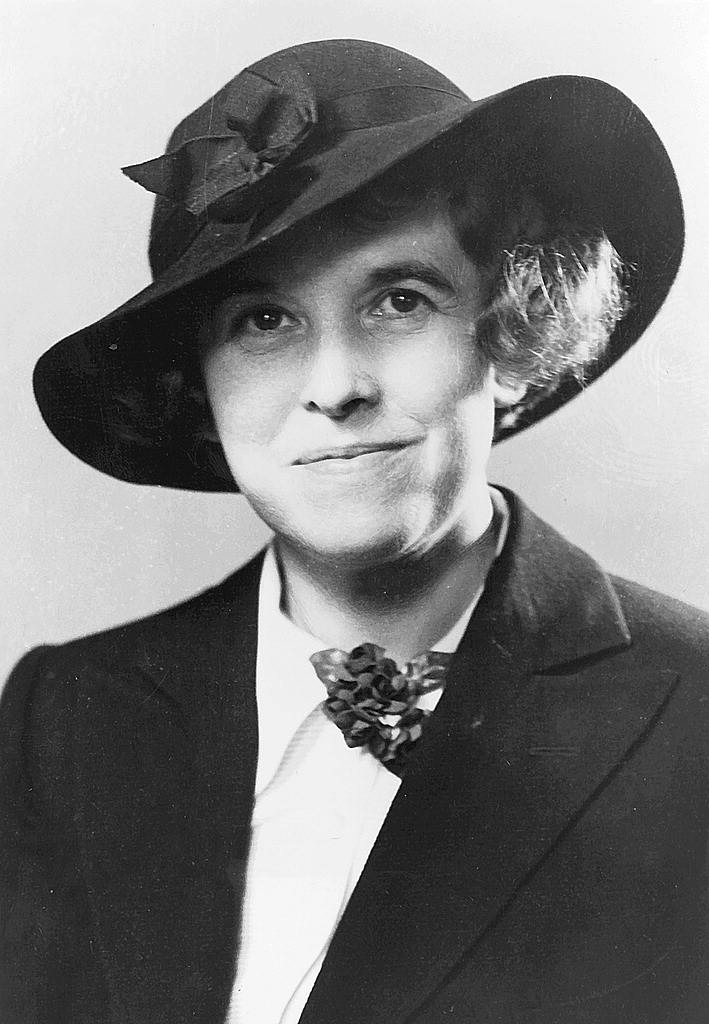
Hallie Flanagan (1890-1969)

Hallie Flanagan, directora del Proyecto Teatro Federal, y antes profesora de teatro en el Vassar College, había estudiado en el extranjero el funcionamiento del teatro patrocinado, gracias a una beca de la Fundación Guggenheim. La elección de Hallie Flanagan como líder del Proyecto había sido propuesta por el director de la WPA, Harry Hopkins, antiguo compañero de clase suyo en el Grinnel College, y refrendada por el propio Roosevelt, a pesar de la enorme presión para que escogieran a alguien de la industria del teatro comercial. Por su parte, Hopkins prometió “un teatro libre, adulto y sin censura”. Hallie Flanagan puso especial énfasis en el desarrollo del teatro local y regional: “para poner los cimientos del desarrollo de un auténtico teatro creativo en los Estados Unidos con centros de producción de obras en cada una de las regiones con las que tenemos intereses comunes como resultado de la geografía, el origen del idioma, la historia, tradición, costumbres y las ocupaciones de la gente”. Flanagan explicó que en esta ocasión y “por primera vez en los experimentos de ayuda de este país, la protección del talento del trabajador y, por consiguiente, la protección de su autoestima”, resultarían determinantes.
Hallie, consciente de la amplitud del proyecto y de la responsabilidad que suponía, intentó «involucrar a personas con la suficiente solera en el mundo de la escena
para ayudarla a llevar a cabo la tarea. Entre los propuestos figuraban: Frank Gillmore, presidente del Actors’ Equity; Henry Moskowitz, presidente de la Liga de Teatros de Nueva York; Theresa Helburn del Guild Theatre de Nueva York; Cheryl Crawford, vinculada al Group Theatre; Edith Isaacs, de la revista Theatre Arts Monthly y Elmer Rice, integrante del Theatre Alliance. Solamente recibió el apoyo e interés de este último en parte explicables por la propuesta que anteriormente había recibido de Harry Hopkins, los demás o no contestaron o excusaron su apoyo».
De manera oficial, el ambicioso reto se puso en marcha el 8 de abril de 1935, «bajo los auspicios de la esposa del presidente Roosevelt».

## Objetivos y presupuestos
El 24 de octubre de 1935, Flanagan presentó sus ideas para el funcionamiento del Teatro Federal con esta declaración de intenciones:

«El primer objetivo del Proyecto Teatro Federal es el reempleo de trabajadores de la rama teatral que ahora se encuentran  en las listas de ayuda pública: actores, directores, guionistas, diseñadores, artistas de vodevil, tramoyistas, y otros trabajadores del teatro. El propósito a largo alcance es la creación de teatros tan vitales para la vida de la comunidad que continúen funcionando después de que este Proyecto Federal haya terminado».

El objetivo del Proyecto de Teatro Federal de llevar sus producciones a todos los rincones del país (muchos de los cuales nunca habían visto teatro antes), resultó especialmente fructífero en ciudades como Nueva York donde las cifras de audiencias semanales alcanzaron los 350.000 espectadores.
En un año, el Proyecto empleó a 15.000 hombres y mujeres, pagándoles 23,86 dólares a la semana. Durante sus casi cuatro años de existencia llegó a unos 30 millones de espectadores en más de 200 teatros de Estados Unidos, además de en parques, escuelas, iglesias, clubes, fábricas, hospitales, e incluso en la calle, adelantándose a fórmulas y espacios teatrales muy posteriores. Se calcula una cifra de unas mil doscientas producciones, sin incluir sus programas de radio. Hay que añadir que el 65 por ciento de sus producciones se presentaban de forma gratuita. El costo total del Proyecto de Teatro Federal fue de 46 millones de dólares.

## Los proyectos del Proyecto
El magno Proyecto Federal se abriría en un abanico de proyectos específicos supervisados por colaboradores de Flanagan. Entre los más singulares, por la novedad de sus propuestas o por las aportaciones significativas que desarrollaron, destacaron: el "Experimental Theatre", para nuevas propuestas escénicas, coordinado por Virgil Geddes y James Light; el "Negro Theatre Unit" dirigido por John Houseman y Rose McClendon; el "Popular Price Theatre", para obras originales de autores noveles, a cargo de Edgard Goodman; el "Classic Theatre", Branch", supervisado por George Vivian; la "Children’s Unit", dirigida por Abel Plenn; y el "Yiddish Theatre Unit", encomendado a Boris Thomashefsky. Además, habría que añadir en esta lista los proyectos paralelos para «el circo, el vaudeville, las marionetas, las obras religiosas en las que se habían implicado distintas confesiones como los católicos o los baptistas, o el dedicado a los musicales de Gilbert y Sullivan» (Gilbert and Sullivan Light Opera).

### Teatro en español
Dirigidas a la población de emigrantes en Estados Unidos, el Proyecto Federal organizó una serie de divisiones en diferente lenguas. Así, por ejemplo, en el estado de Florida, con sede en la ciudad de Tampa se pusieron en escena obras como La malquerida de Jacinto Benavente, o la Canción de cuna de Gregorio Martínez Sierra (representada luego en inglés como The cradle song). Pero las más populares fueron las piezas de zarzuela incluidas en el apartado de comedia musical: El rey que rabió, El niño judío, Molinos de viento y Los gavilanes.

## Participación
En las filas del proyecto participarían con diferentes grados de compromiso, grandes actrices del momento, como Susan Glaspell, directora de la oficina del Medio Oeste, y se formaron o iniciaron profesionales como Arthur Miller, Orson Welles, John Houseman, Martin Ritt, Elia Kazan, Joseph Losey, Marc Blitzstein o el innovador diseñador de iluminación Abe Feder.

## Unperiódico de la vida
Los “periódicos vivientes” (Living Newspapers), eran obras de teatro escritas por equipos mixtos de investigadores y dramaturgos, hombres y mujeres que a partir de recortes de artículos de periódicos sobre acontecimientos o sucesos de actualidad (la política agrícola, las pruebas de sífilis, la desigualdad en la vivienda), montaban obras de teatro sin fronteras temáticas ni censura previa. Así, por ejemplo, en Triple-A Ploughed Under se denunciaba a la Corte Suprema de Estados Unidos arruinar a una agencia de ayuda a los agricultores. Como forma de arte, los “periódicos vivientes” fueron quizás la obra más popular del Proyecto de Teatro Federal.
Como contraste físico y como elemento oficial para anunciar, ordenar y promocionar el conjunto de espectáculo puestos en marcha, el Proyecto Federal creó la revista Federal Theatre Magazine, que incluía críticas o estudios críticos sobre las obras representadas. El primer número de la publicación apareció en noviembre de 1935.

## En la radio
El Proyecto Federal inició sus transmisiones semanales el 15 de marzo de 1936. El éxito de la experiencia radiofónica determinó la creación de un apartado propio: el Federal Theatre of the Air, con el apoyo del departamento de Educación del gobierno estadounidense, los departamentos de Justicia y del Tesoro, además de diferentes universidades estatales (Ohio, Oklahoma y Nueva York, entre las más destacadas). Durante tres años, la división de radio presentó un promedio de unos tres mil programas anuales en estaciones comerciales y a través de las cadenas NBC, Mutual y CBS. Aunque los programas principales se originaron en Nueva York, también se crearon divisiones de radio en otros 11 estados. Además del radioteatro clásico o innovador, se produjeron y emitieron programas sobre salud y seguridad, arte, música e historia, o programa infantiles como el popular Érase una vez. En marzo de 1939, la propia Hellie Flanagan presentó y locutó la historia del Proyecto en una retransmisión a Gran Bretaña, por invitación de la BBC.

## Contra el prejuicio racial
Siguiendo la política de la WPA contra los prejuicios raciales, el Proyecto de Teatro Federal se distinguió por su oposición a la injusticia racial, y en especial a la segregación afroamericana. Flanagan ordenó que "pueda haber representación racial en toda la planificación nacional".
La actividad de la Unidad de Teatro Negro de Nueva York fue la más relevante —supervisando además a la Unidad de Danza Afroamericana—, empleando a más de un millar de actores y directores negros. Ambos proyectos tenían su sede en el Lafayette Theatre de Harlem, donde se presentaron unas 30 obras. La producción más popular fue el Voodoo Macbeth (1936), del director Orson Welles, adaptación de la obra de Shakespeare ambientada en una isla mítica que sugiere la corte haitiana del rey Henri Christophe, antes esclavo negro.
Esta cruzada por la igualdad resultó ser desde el principio uno de los problemas de fondo que finalmente llevaría al Comité Dies a retirar los fondos para el Proyecto de Teatro Federal citando textualmente que: "la igualdad racial forma una parte vital de la dictadura y las prácticas comunistas".

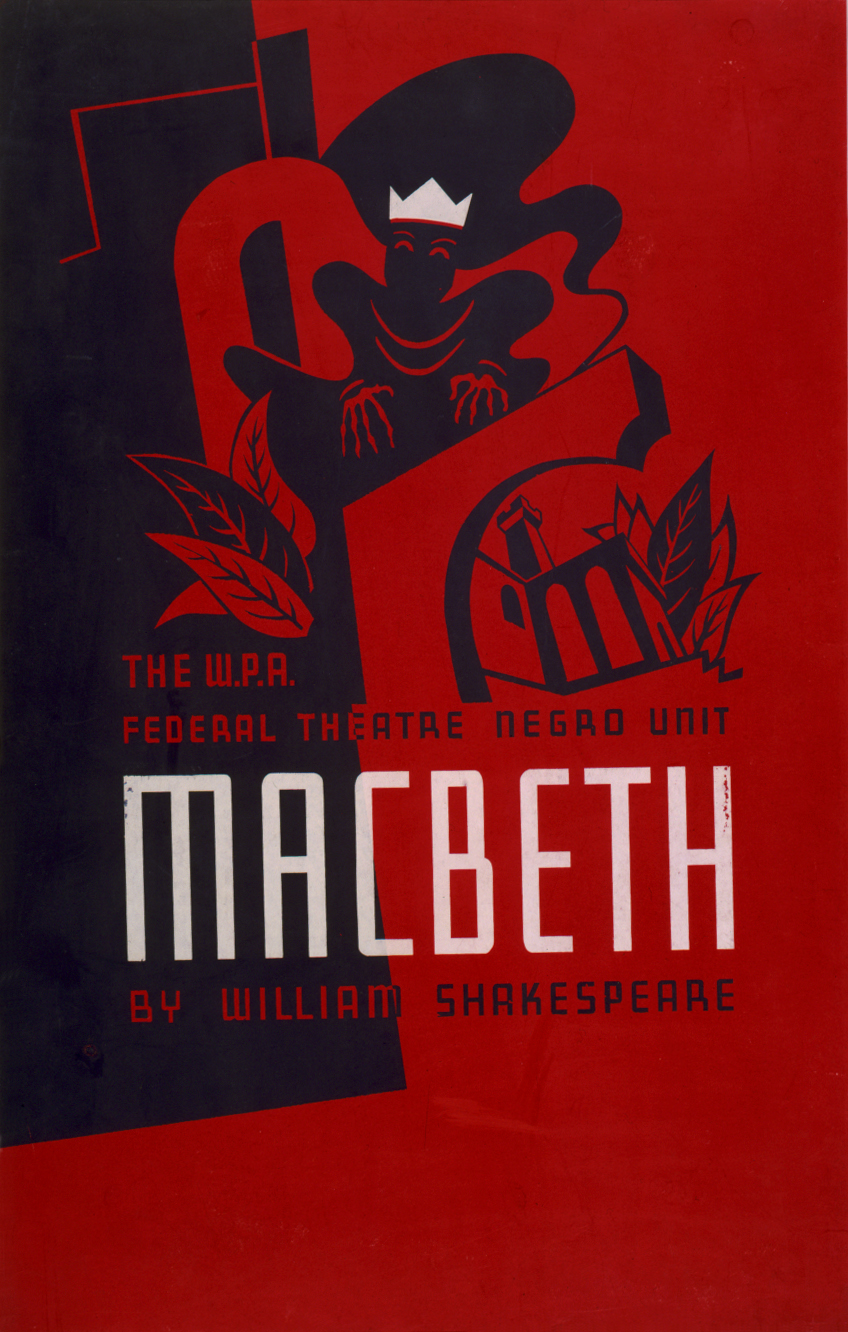
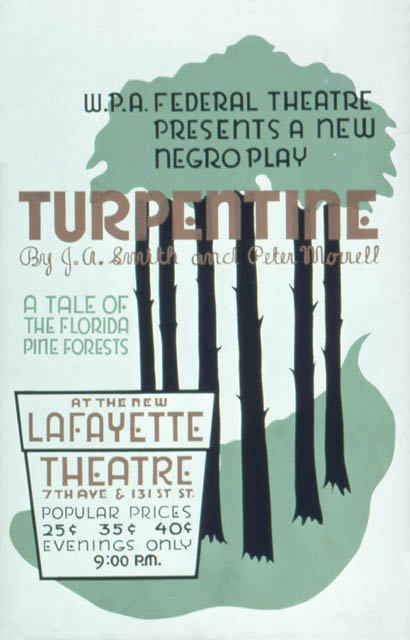
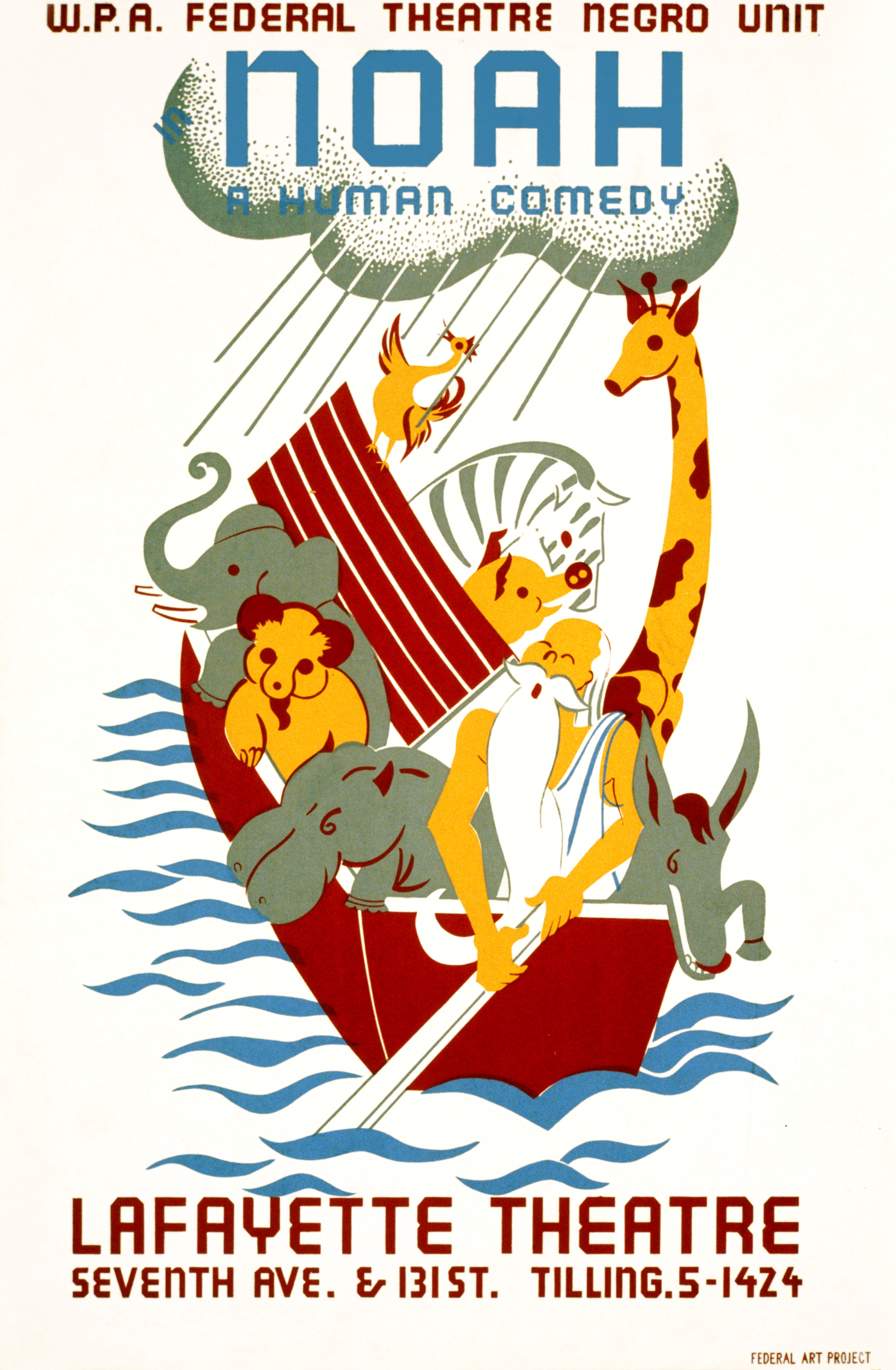
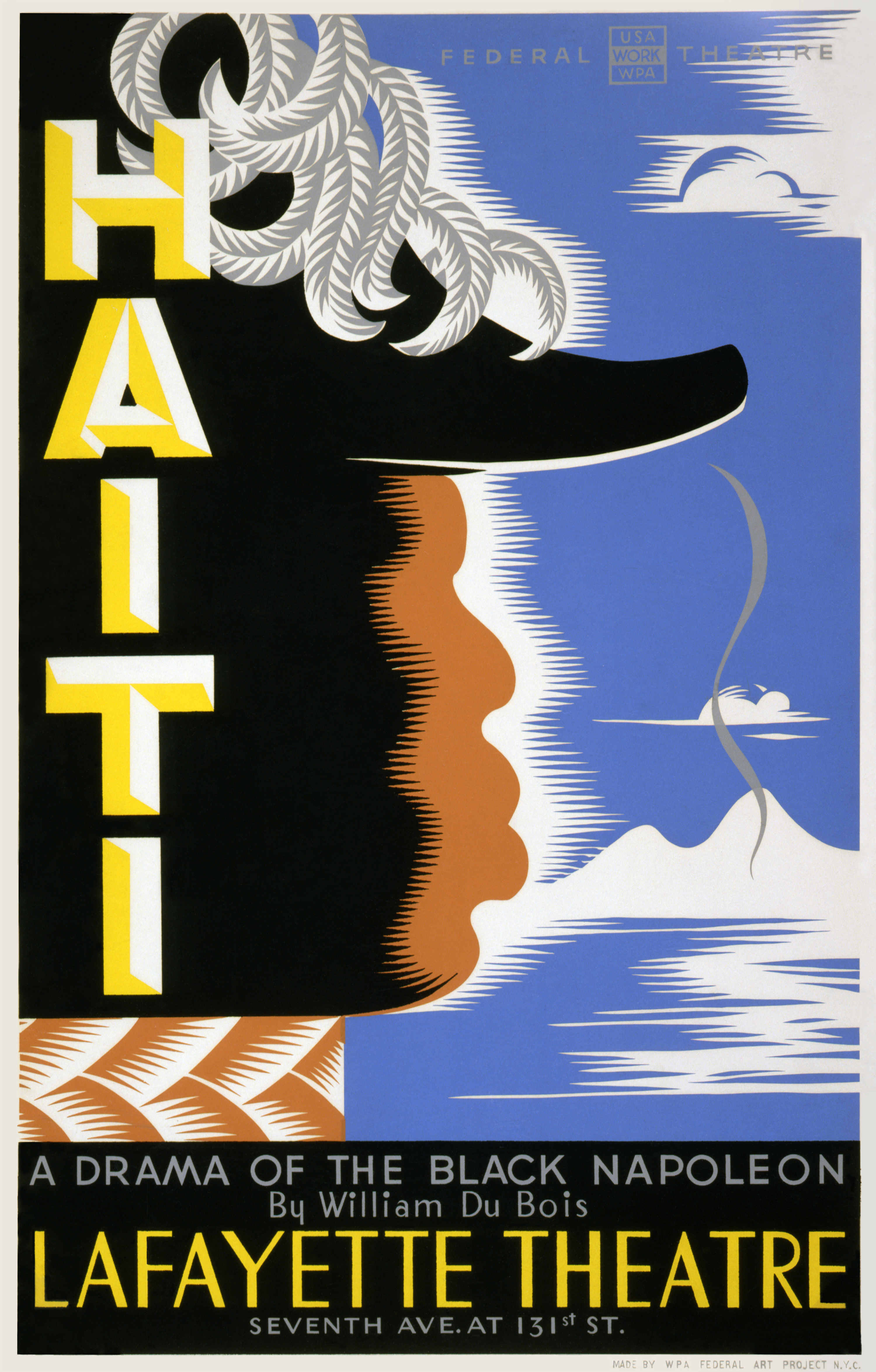
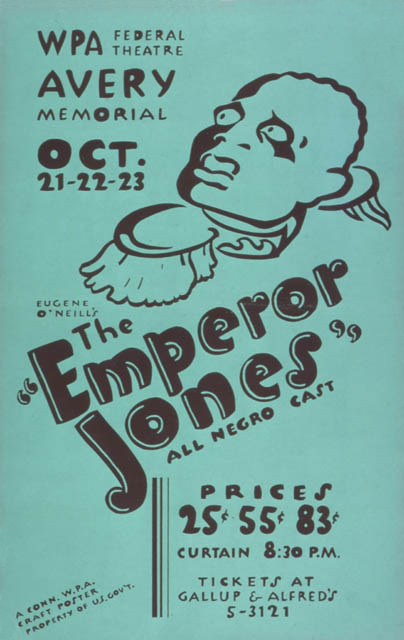
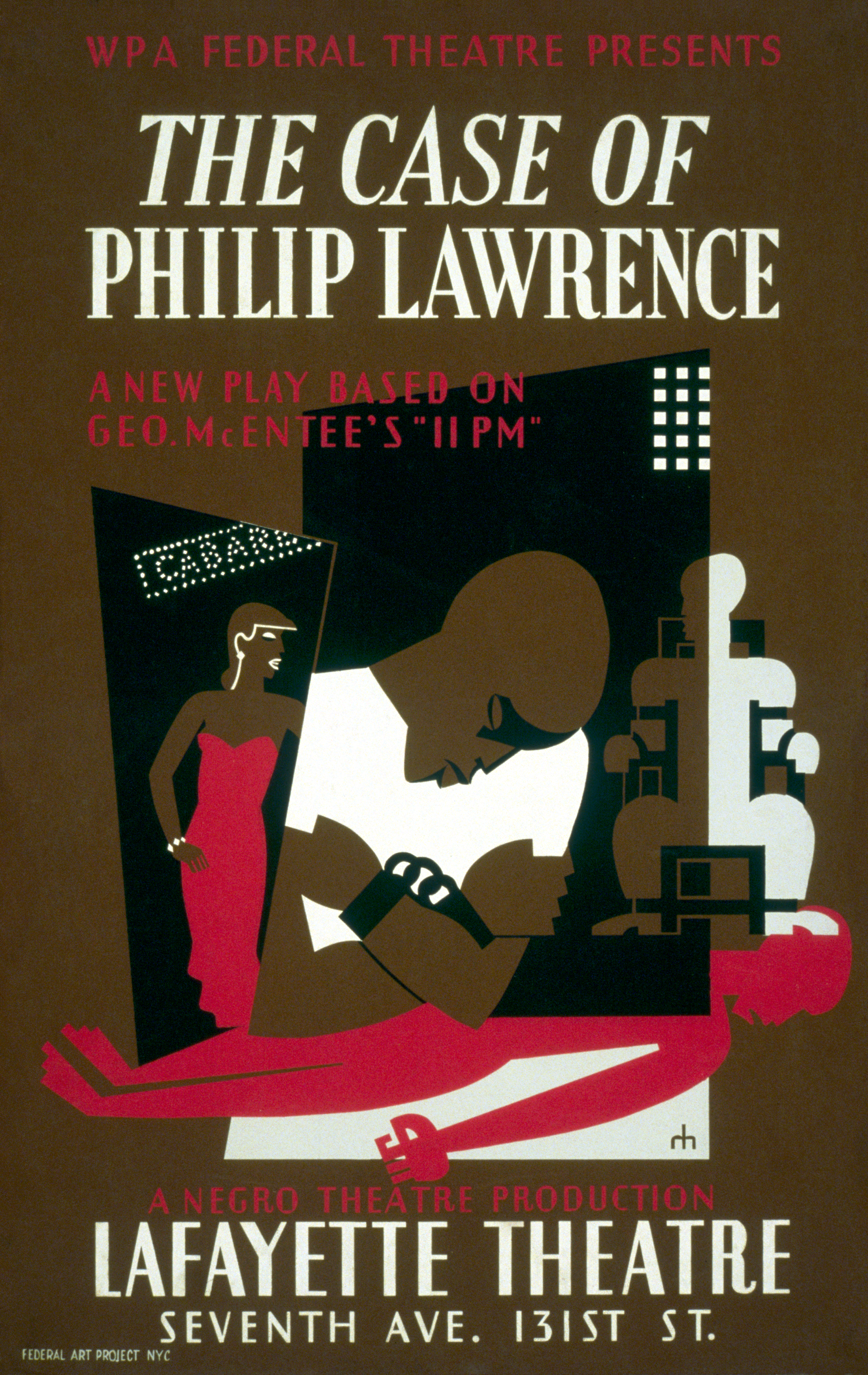
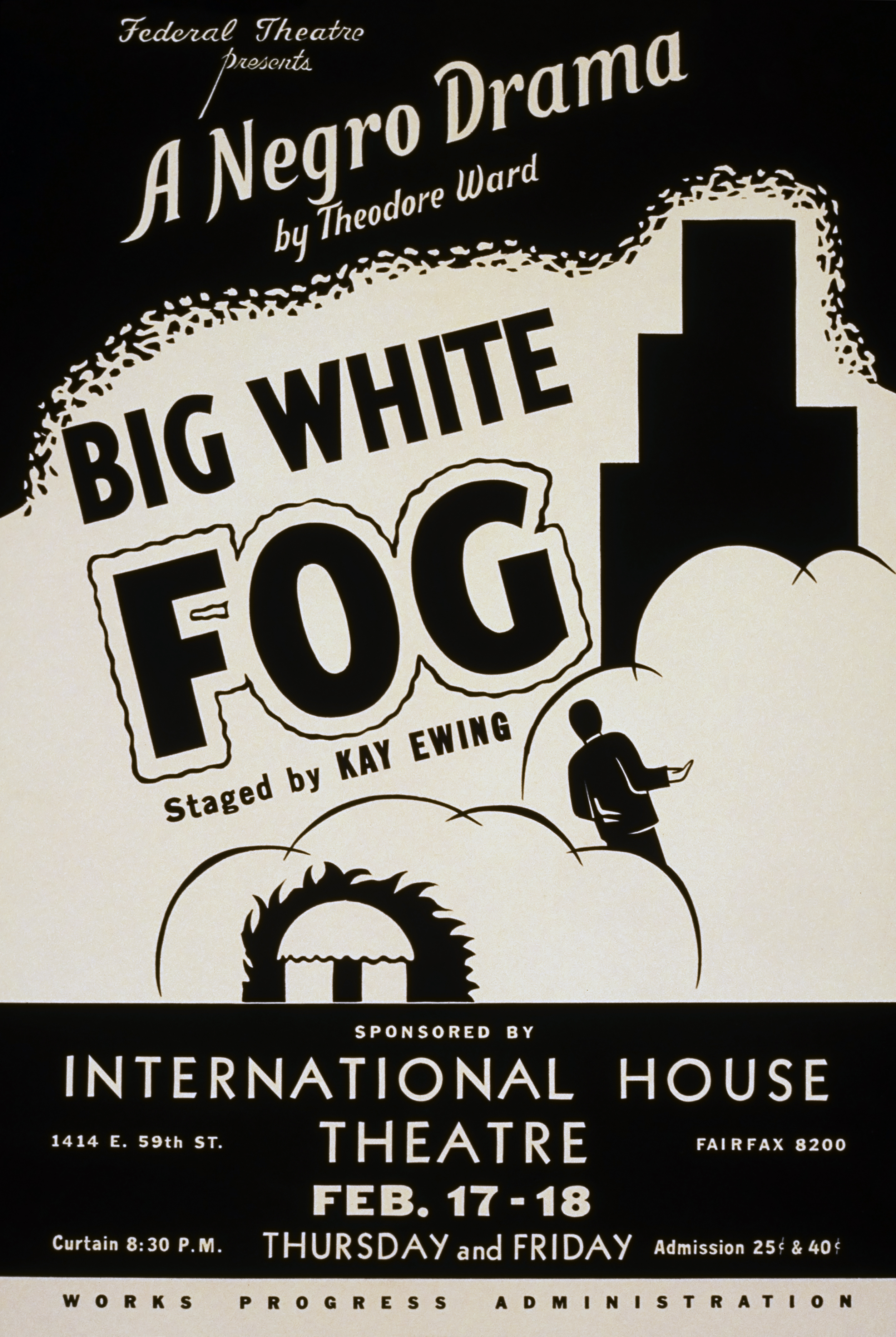
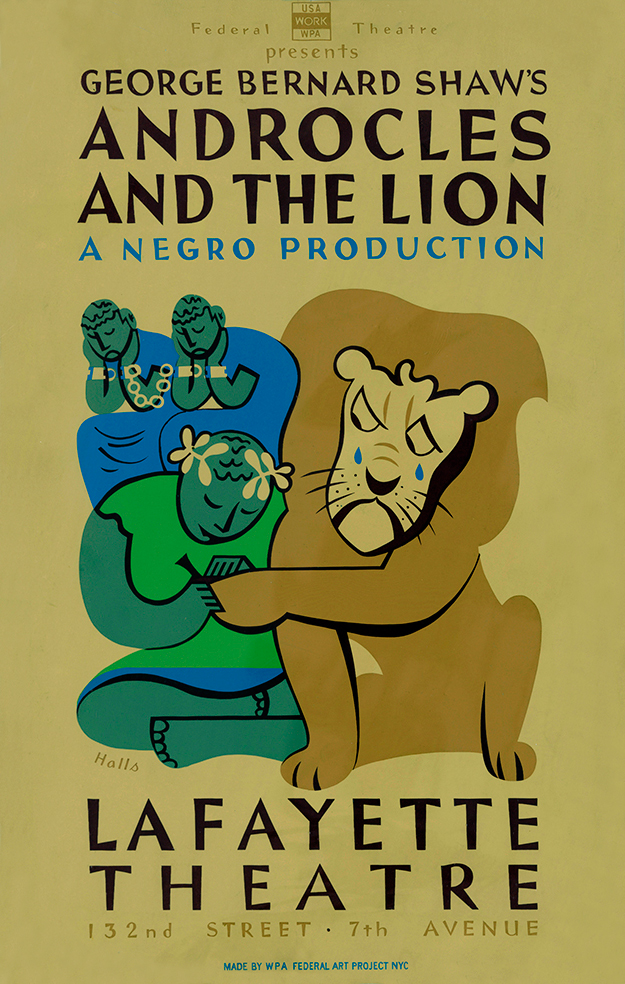

## Juicio y desmantelamiento
Aunque el Teatro Federal consumió solo el 0,5% del presupuesto de la WPA y del éxito comercial y crítico cosechado progresivamente a lo largo de sus 4 años de existencia, el proyecto suscitó fuertes recelos de los sectores más retrógrados del país, ante la flagrante campaña de integración racial en las actividades de su conjunto y la supuesta infiltración del comunismo en los estratos directivos y administrativos.
La censura gubernamental (que ya había intervenido en enero de 1936 prohibiendo la obra Ethiopia 10, escrita por Arthur Arent para ser representada dentro del marco de los “periódicos vivientes”), se hizo insoportable a partir de 1937. De fondo progresaban los recelos del gobierno estadounidense ante la marcha de la guerra en España, el ascenso del nazismo y fascismo en Europa, y el temor y prejuicio de que el proyecto se convirtiera en un nido de subversión alimentado con fondos públicos.
Ante la posibilidad de un preocupante y previsible final, los principales dirigentes del Proyecto Federal publicaron el panfleto titulado Murder in the Federal Theatre (evocando el título usado por T.S. Eliot sobre los peligros del fascismo). En él se acusaba al responsable de los proyectos de arte en Washington —en ese momento, Paul Edwards—, de favorecer una conspiración política montada para terminar con el “Federal Theatre Project”.
También se recelaba de la repercusión del Proyecto en el extranjero. Así, por ejemplo, en julio de 1938 se les había invitado a participaren el Congreso Internacional de Teatro de Stratford-on-Avon, y el gobierno mejicano había solicitado que se representase por todo México, Profesor Mamlock, como muestra del compromiso teatral.
En la segunda mitad de 1938 el House Un-American Activities Committee (HUAC), presidido por Martin Dies inició su búsqueda de «elementos desestabilizadores: comunistas y sindicalistas» en el marco del Proyecto Federal de Teatro. Como dejó escrito en su testimonial Arena: The History of the Federal Theatre, a Hallie Flanagan le sorprendió la negativa por parte de Dies a sus reiteradas cartas para ser recibida como máxima responsable del Proyecto. Tampoco fueron atendidas las solicitudes de algunos miembros destacados pertenecientes a diversas congregaciones religiosas. La respuesta de Flanagan a esta actitud fue la redacción junto con dos de sus más estrechos colaboradores, Emmet Lavery y Theodore Mauntz, de un memorándum centrado en las actividades del proyecto de Nueva York, donde parecían focalizarse todos los ataques del HUAC. En él se especificaba y declaraba que «ninguna persona implicada en el Proyecto era
comunista, ni los trabajadores pertenecían al Workers’ Alliance porque estaban bajo la
jurisdicción de las organizaciones teatrales». También especificó en ese memorandum que ella nunca había sido comunista sino afiliada al Partido Demócrata, información que podía contrastarse con sus artículos publicados en Theatre Arts Monthly, The New York Times o Magazine of Art, entre otras publicaciones.
Finalmente el Congreso dejó de financiar el proyecto tras un juicio inquisitorial al más puro estilo estadounidense de caza de brujas. En él se acusó a Hallie Flanagan de tener vínculos con el comunismo. Hallie negó esas acusaciones en una carta abierta a Clifton Woodrum, Presidente del Subcomité de Asignaciones, pero fue en vano, y FTP fue clausurado el 30 de julio de 1939.
Ha pasado a la historia del ridículo el episodio del juicio en el que el presidente del tribunal, Joe Starnes, escandalizado por una conclusión que atribuía a la propia Flanagan, cuando en realidad se trataba de una cita del dramaturgo de la época isabelina Christopher Marlowe, le preguntó a Hallie si el tal Marlowe pertenecía al Partido Comunista. De nada serviría que ella le explicase que se trataba de un predecesor de Shakespeare, del mismo modo que otras citas que habían despertado los recelos del tribunal correspondían a sabios griegos como Eurípides. Starnes, por su parte, cerró el tema criticando con sorna la preocupación de los griegos por la lucha de clases.

## Homenajes
En 1999, el actor y director Tim Robins hizo su personal y bien documentado homenaje al FTP en la película Cradle Will Rock, con Cherry Jones interpretando a Hallie Flanagan, además de un extenso reparto en el que se encontraban: Vanessa Redgrave, Susan Sarandon, John Turturro, Bill Murray, Hank Azaria, John Cusack, Emily Watson y Rubén Blades, entre otros.